# Sobáčov
Sobáčov je vesnice, část obce Mladeč v okrese Olomouc. Nachází se asi 1,5 km na jihovýchod od Mladče a necelé 3 km od Litovle. Vesnická zástavba je na severovýchodě ohraničena dálnicí D35, na jihozápadě pak silnicí II/635 a železniční tratí Litovel - Mladeč. V roce 2009 bylo v Sobáčově evidováno 91 adres. V roce 2001 zde trvale žilo 215 obyvatel.
Sobáčov je také název katastrálního území o rozloze 1,74 km2. Na katastru Sobáčova při jihovýchodním okraji vesnice se nachází železniční zastávka Chudobín.

## Název
Jméno vesnice bylo odvozeno od osobního jména Sobáč, což byla domácká podoba některého jména začínajícího na Sobě- (např. Soběslav, Soběhrd). Význam místního jména byl "Sobáčův majetek".

## Obyvatelstvo

### Struktura
Vývoj počtu obyvatel za celou obec i  za jeho jednotlivé části uvádí tabulka níže, ve které se zobrazuje i příslušnost jednotlivých částí k obci či následné odtržení. 
| Místní části   | Místní části | 1869 | 1880 | 1890 | 1900 | 1910 | 1921 | 1930 | 1950 | 1961 | 1970 | 1980 | 1991 | 2001 | 2011 |
| -------------- | ------------ | ---- | ---- | ---- | ---- | ---- | ---- | ---- | ---- | ---- | ---- | ---- | ---- | ---- | ---- |
| Počet obyvatel | část Sobáčov | 310  | 322  | 348  | 320  | 324  | 359  | 320  | 294  | 300  | 305  | 259  | 217  | 215  | 230  |
| Počet domů     | část Sobáčov | 47   | 52   | 57   | 59   | 59   | 61   | 69   | 79   | –    | 82   | 77   | 80   | 81   | 89   |

## Další fotografie

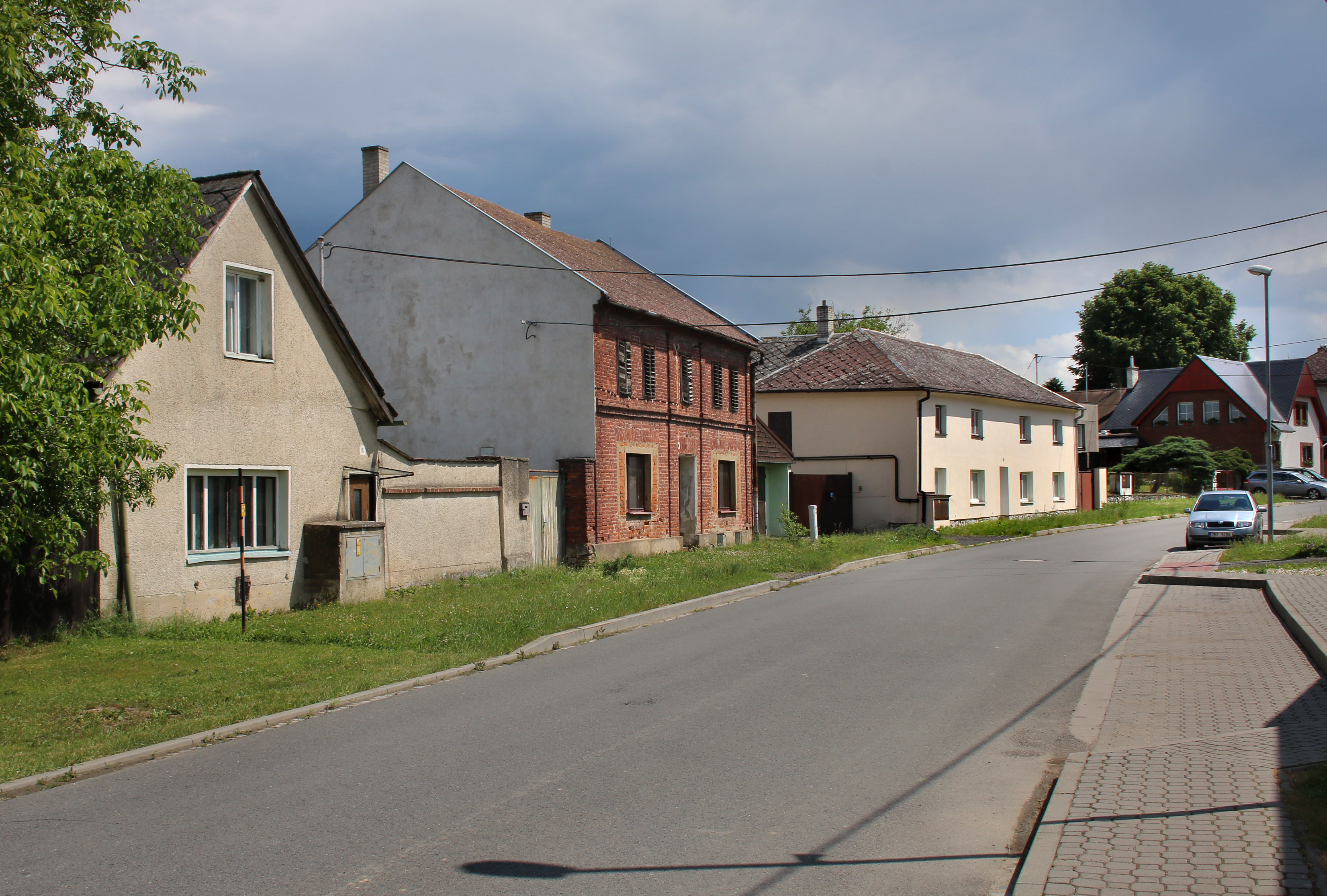
Domky na jihu vesnice
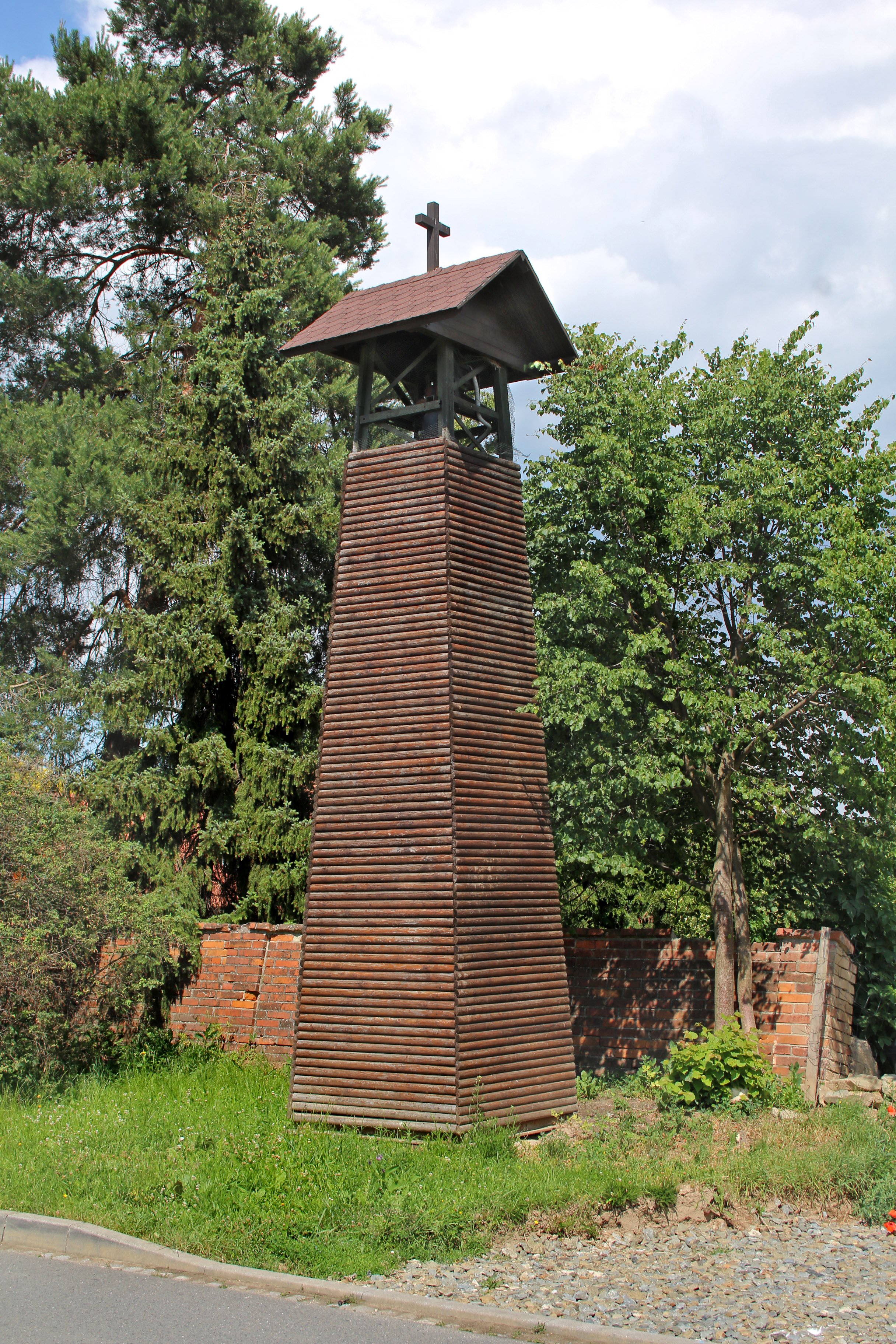
Dřevěná zvonice
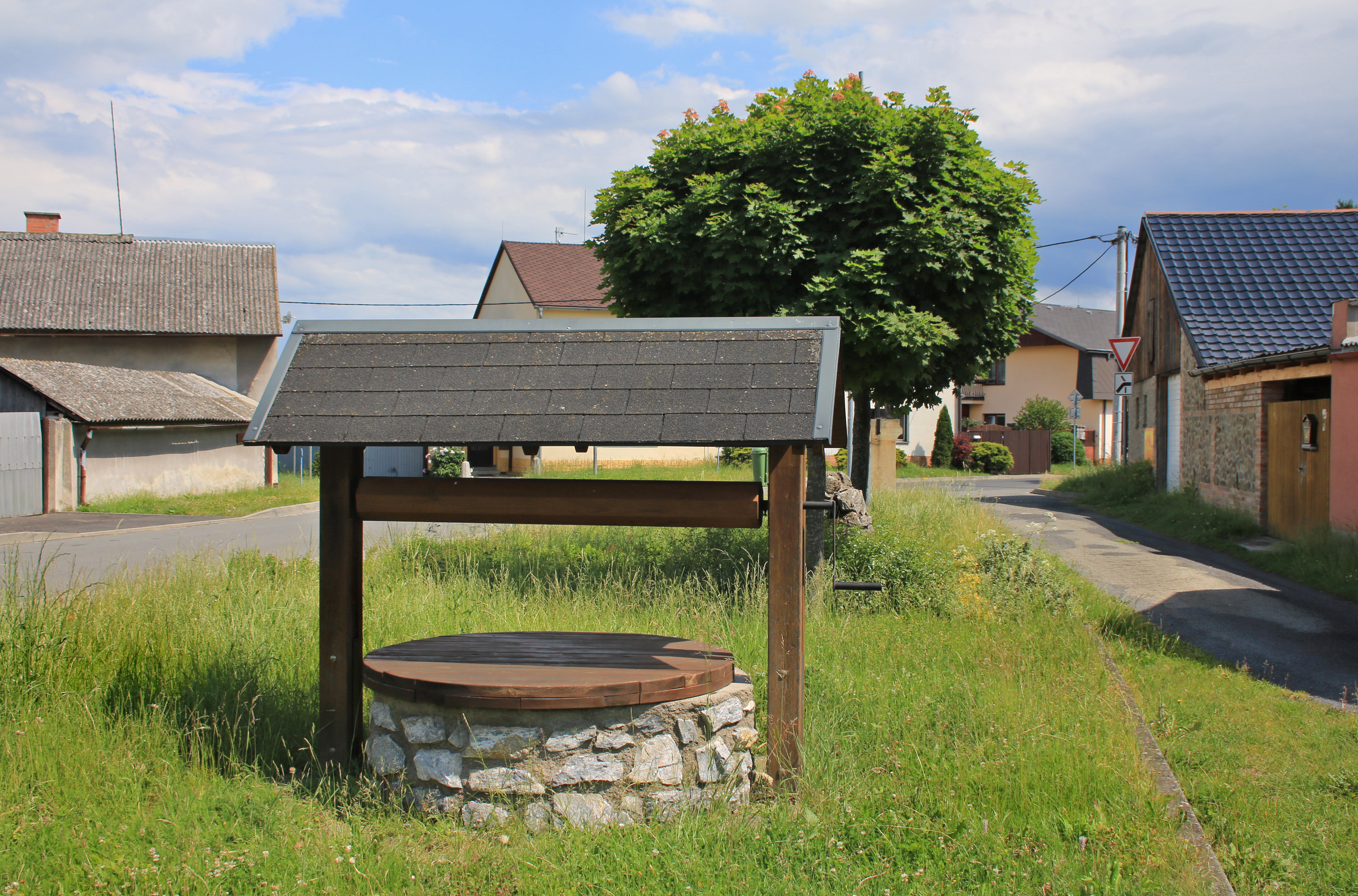
Studna na návsi
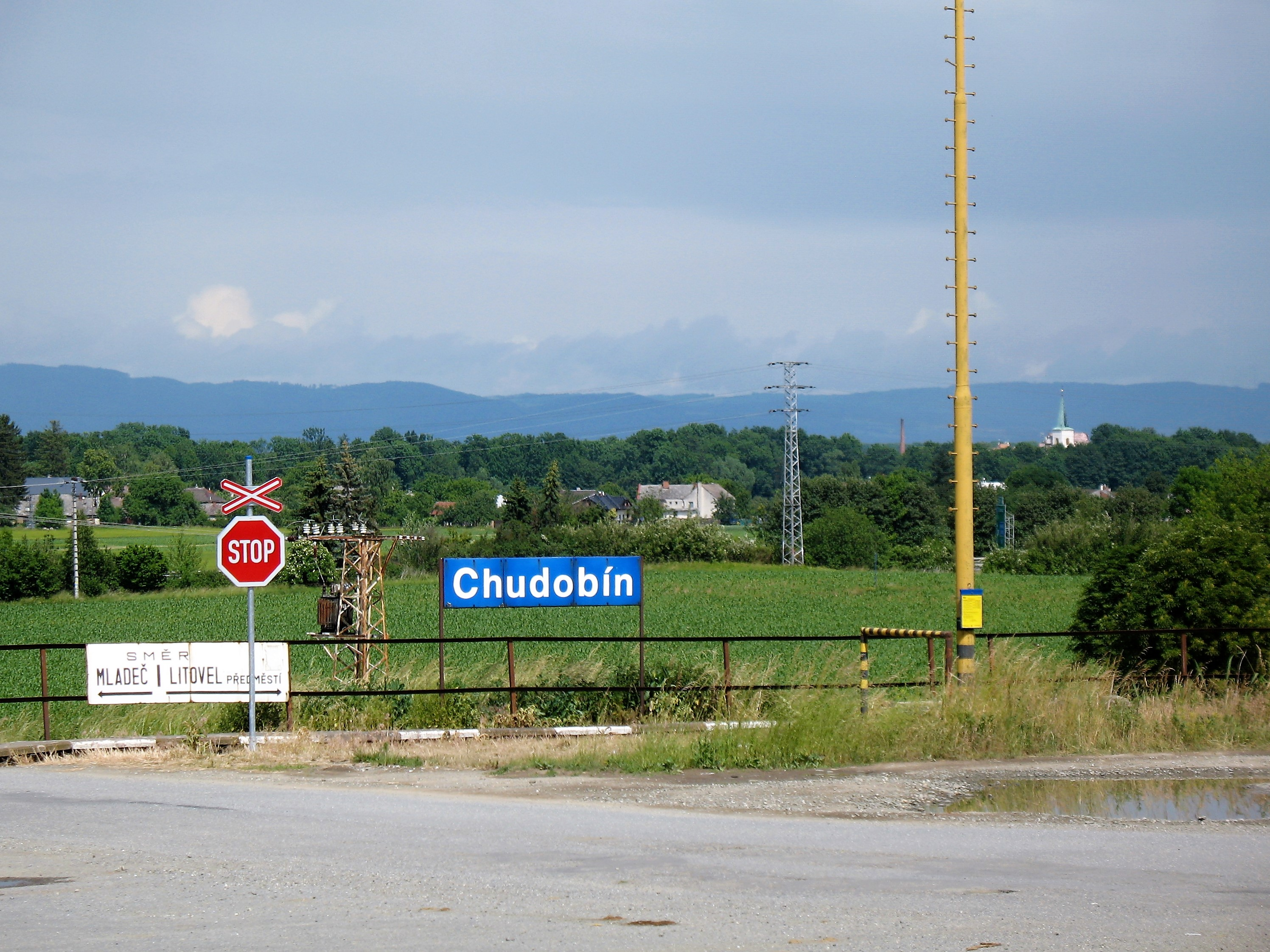
Železniční zastávka
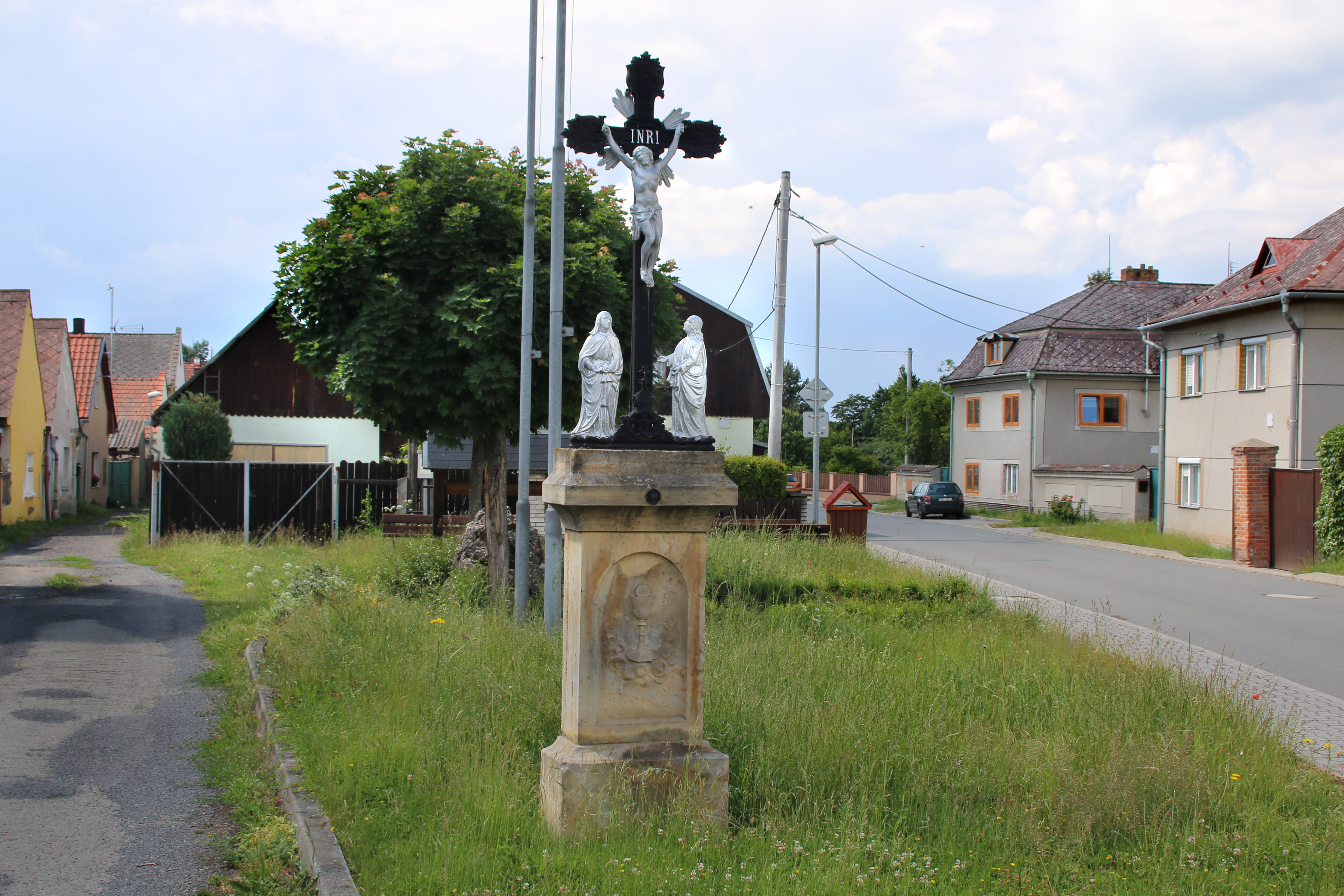
V centru obce